# Rurgau
El Rurgau fou una regió històrica alemanya que va existir l'alta edat mitjana a la zona del riu Rur. Al Rurgau pertanyien les àrees de les ciutats actuals de Düren i Eschweiler.
El Rurgau està testificat a la meitat del segle xi, i es podria tractar d'una subcomarca del Jülichgau. No s'ha de confondre amb la comarca del Ruhrgau.